# Elisa Huezo Paredes
Elisa Huezo Paredes (* 24. Juni 1913 in Santa Tecla; † 1. Dezember 1995 in San Salvador) war eine salvadorianische Schriftstellerin und Malerin.

## Leben
Huezo studierte von 1943 bis 1948 Malerei an der Academia de Pintura von Valero Lecha. Mit dem Gemälde Eva gewann sie 1948 den Primer Permio de Pintura, weitere Auszeichnungen erhielt sie vom El Ateneo und der Unión General de Autores y Artistas von El Salvador.
Sie war u. a. Mitarbeiterin des Diario de Hoy, der Prensa Gráfica, des Diario Latino, der Tribuna Libre und der Revista Cultura des Erziehungsministeriums und arbeitete als bildende Künstlerin mit dem Dichter Raúl Contreras zusammen. 1978 erschien ihr Gedichtband Voces sin tiempo mit einem Vorwort von David Escobar Galindo.
Weitere Gedichte wurden in Anthologien veröffentlicht wie Panorama de la Literatura Salvadoreña von Luis Gallegos Valdés, Índice Antológico de la Poesía Salvadoreña von David Escobar Galindo Poesía Femenina de El Salvador (herausgegeben vom Erziehungsministerium), Muestra de Poesía Hispanoamericana del Siglo XX von José Antonio Escalona, Mujeres en la Literatura Salvadoreña und Cien Escritores Salvadoreños von Roxana Beatriz López Serrano. 1984 verlieh ihr die Universidad Popular von Guatemala das Medallón de Oro "Miguel Ángel Asturias". Huezo war mit dem guatemaltekischen Schriftsteller und Politiker Alfonso Orantes verheiratet.